# Jarosław Dwornik

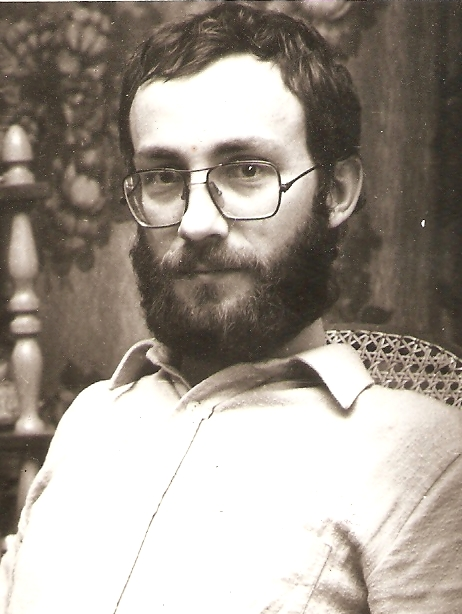
Jarosław Dwornik

Jarosław Dwornik (ur. 6 lutego 1956 r. w Szczyrku, zm. 6 stycznia 1997 w Polanicy-Zdroju) – polski aktor-lalkarz i reżyser przedstawień lalkowych.

## Życiorys
Pracę aktora lalkowego rozpoczął 16 października 1975 roku w Bielsku-Białej, w Teatrze Lalek Banialuka. Od sezonu 1977/1978 występował w Teatrze Lalek Pleciuga w Szczecinie. W 1978 roku zdał egzamin lalkarski w trybie eksternistycznym na Wydziale Sztuki Lalkarskiej PWST w Białymstoku. W sezonie 1980/1981 pracował w warszawskim Teatrze Lalka. 1 września 1981 powrócił do Bielska-Białej. Zainteresował się tam reżyserią, był asystentem reżyserów Jerzego Zitzmana i Bogusława Kierca. Od 1 września 1987 roku rozpoczął pracę w wałbrzyskim Teatrze Lalki i Aktora. Z zespołu odszedł w 1994 roku zakładając wraz z żoną Małgorzatą Dwornik rodzinny Teatr IV Piętra. W teatrze tym zajmował się także, poza aktorstwem i reżyserią, konstruowaniem lalek i scenografią. Jego teatr wystawił siedem premier, w tym własnego autorstwa Klechdę o jednym kowalu i Piąte jajo. Zmarł podczas przedstawienia 6 stycznia 1997 roku.